# Пескадеро
Пескадеро (исп. El Pescadero) — посёлок в муниципалитете Ла-Пас в мексиканском штате Южная Нижняя Калифорния. Численность населения, по данным переписи 2010 года, составила 2338 человек.